# Isla Larga (Granada)
Isla Larga (en inglés: Large Island) es una isla del Mar Caribe que hace parte del archipiélago de las Islas Granadinas, y de las Pequeñas Antillas. Administrativamente hace parte de la Dependencia de Carriacou y Pequeña Martinica un territorio con un estatus especial de autonomía, en el país caribeño de Granada.
Cerca de su territorio se encuentran, las también islas de Saline y Frégate (ambas al norte) siendo la Isla larga la más meridional en esta región autónoma.